# Nienborg
Nienborg ist ein Dorf in der Gemeinde Heek im westlichen Münsterland. Zu Nienborg gehören die Bauerschaften Wext, Wichum, Callenbeck und Ammert.

## Geschichte
Besonderes Interesse fiel Ende der 1980er Jahre auf den kleinen Ort im Westmünsterland. In der Bauerschaft Wext, die zu Nienborg gehört, wurde bei Feldarbeiten ein Kreisgrabenfriedhof freigelegt, der auf eine Besiedlung bereits weit vor der Geburt Christi hinweist und diese auch belegt.
Im Jahre 1198 wird die Landesburg Nienborg als „castrum novum“ (lat.: neue Burg) auf dem bischöflich-münsterischen Tafelgut Bedinghoff im Kirchspiel Heek durch Fürstbischof Hermann II. von Katzenelnbogen errichtet. Auf dieses Jahr wird die Gründung von Nienborg datiert. 1256 wurde sie als Nyenborch bezeichnet. Die erste urkundliche Erwähnung des Dorfes Nienborg erfolgte 1308. Die Burg bestand aus zwei Teilen, einer Ober- und einer Unterburg. Die obere Anlage wird 1311 urkundlich erwähnt und war wohl die Hauptburg; an diese schloss sich durch eine Befestigung getrennt die ovale Unterburg an.
Im Spanisch-Niederländischen Krieg wurde die Burg 1593 zerstört, aber um 1600 neu aufgebaut, ehe sie im 17. Jahrhundert verfiel. Anfang des 18. Jahrhunderts gehörte die Burg zum Gut Haus Bevern. Erhalten sind von der ehemaligen Landesburg nur drei Burgmannenhäuser, Hohes Haus, Langes Haus und Keppelborg sowie das Torhaus und Reste der romanischen Ringmauer.
Die Burg war mit bischöflichen Burgmannen besetzt. Diese errichteten sich Wohnsitze auf dem Areal. Hinter den bis zu 10 m hohen Mauern war Platz für über 30 Burgmannshöfe. Seit dem 15. Jahrhundert verlor die Burg ihre strategische Bedeutung als Sicherung des Handelsweges von Münster nach Deventer. 1765 wurde verfügt, aus Sicherheitsgründen alle baufälligen Teile auf der Burg niederzulegen; 1812 wurde das Corpus Burgmannorum offiziell aufgelöst.
Nur drei der Burgmannshöfe haben sich erhalten: Hohes Haus, Langes Haus und der Burgmannshof von Keppel, die sogenannte Keppelborg. Sie ist als Zweiflügelbau im Zuge der alten Burgmauer errichtet worden. Der ältere Gebäudeteil besteht aus einem zweistöckigen, unterkellerten Herrenhaus, im jüngeren Abschnitt war der Wirtschaftstrakt. Der Kern des Gebäudes stammt aus dem 15. oder 16. Jahrhundert. Besitzer waren die Familien von Sasse und von Münster, ab 1560 durch Heirat die von Keppel und ab 1729 durch Erbgang die von Heyden, von denen es die jetzigen Besitzer vom Hofe erbten.
Zwei Ehewappen weisen auf Umbauten im 18. Jahrhundert hin: Das Allianzwappen über dem Tor des Wirtschaftstraktes aus dem 18. Jahrhundert zeigt die Wappen von Keppel und von Schwansbell; das andere Wappen an der Schmalwand nach Westen ist datiert mit 1702 und trägt ebenfalls die Wappen von Keppel und Schwansbell; sie stammen von Dieterich Otto von Keppel und seiner zweiten Frau Chatarina Alexandrina von Schwansbell. Ein weiteres Indiz für umfangreiche Baumaßnahmen ist die an der südlichen Außenwand aus der Maueranker geformte Inschrift: „AO 1702“. In dieser Zeit wurden vermutlich die Giebel beseitigt und durch ein Walmdach ersetzt. Die an der Westseite noch sichtbare Burgmauer wurde 1962 wiederhergestellt.
Reste der Burg Nienborg bzw. ihrer Burgmannshöfe:

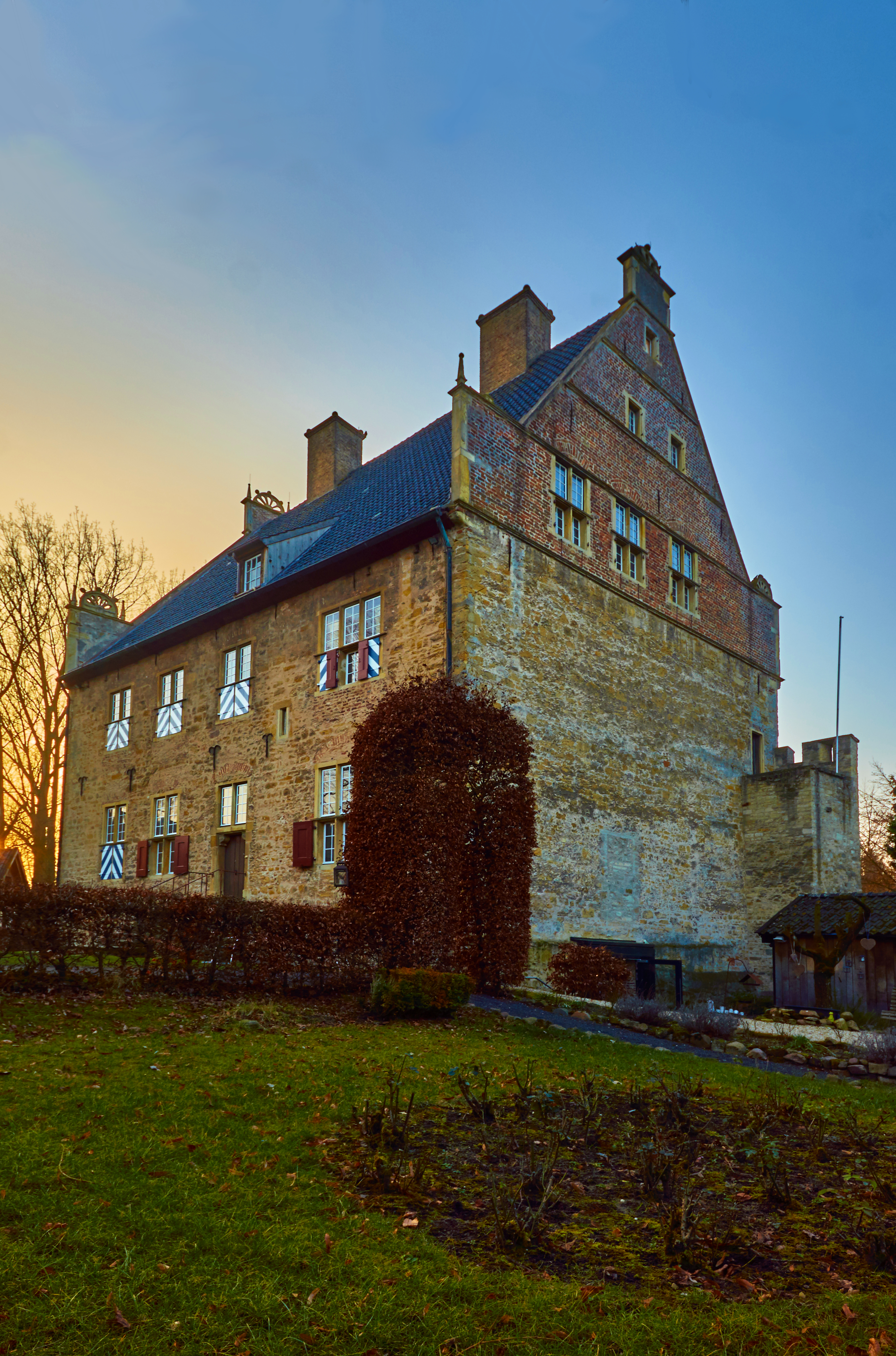
Hohes Haus
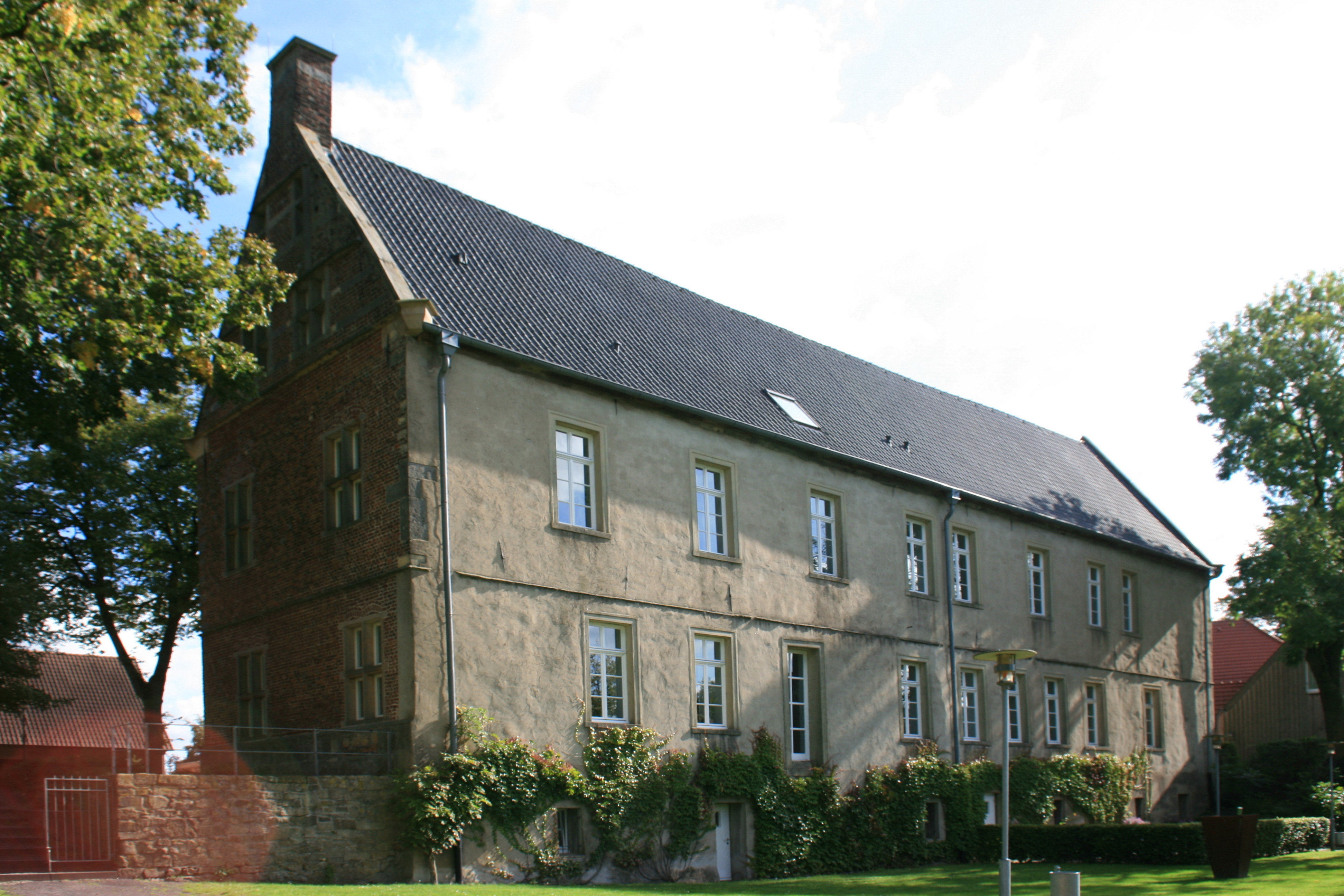
Langes Haus
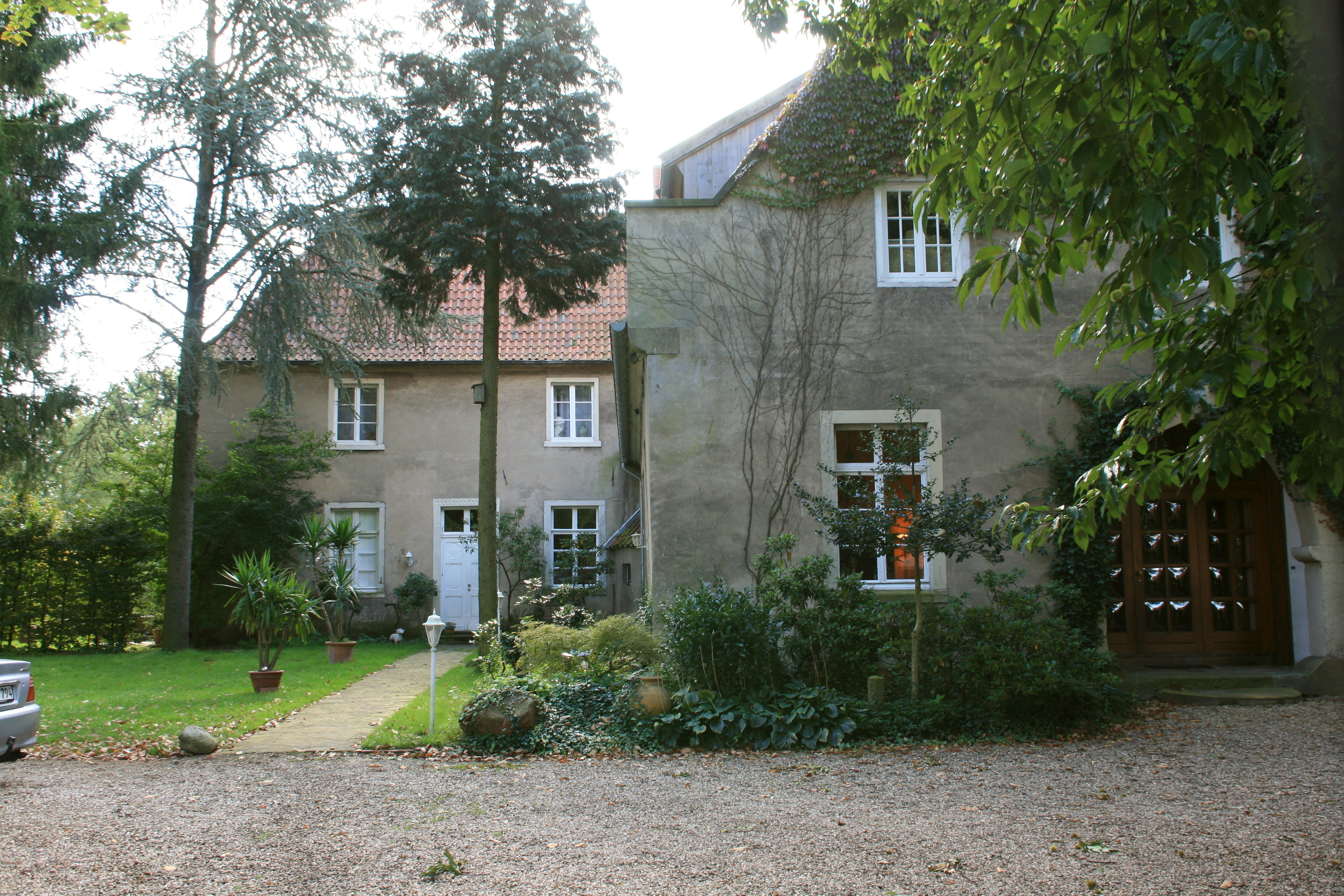
Keppelborg
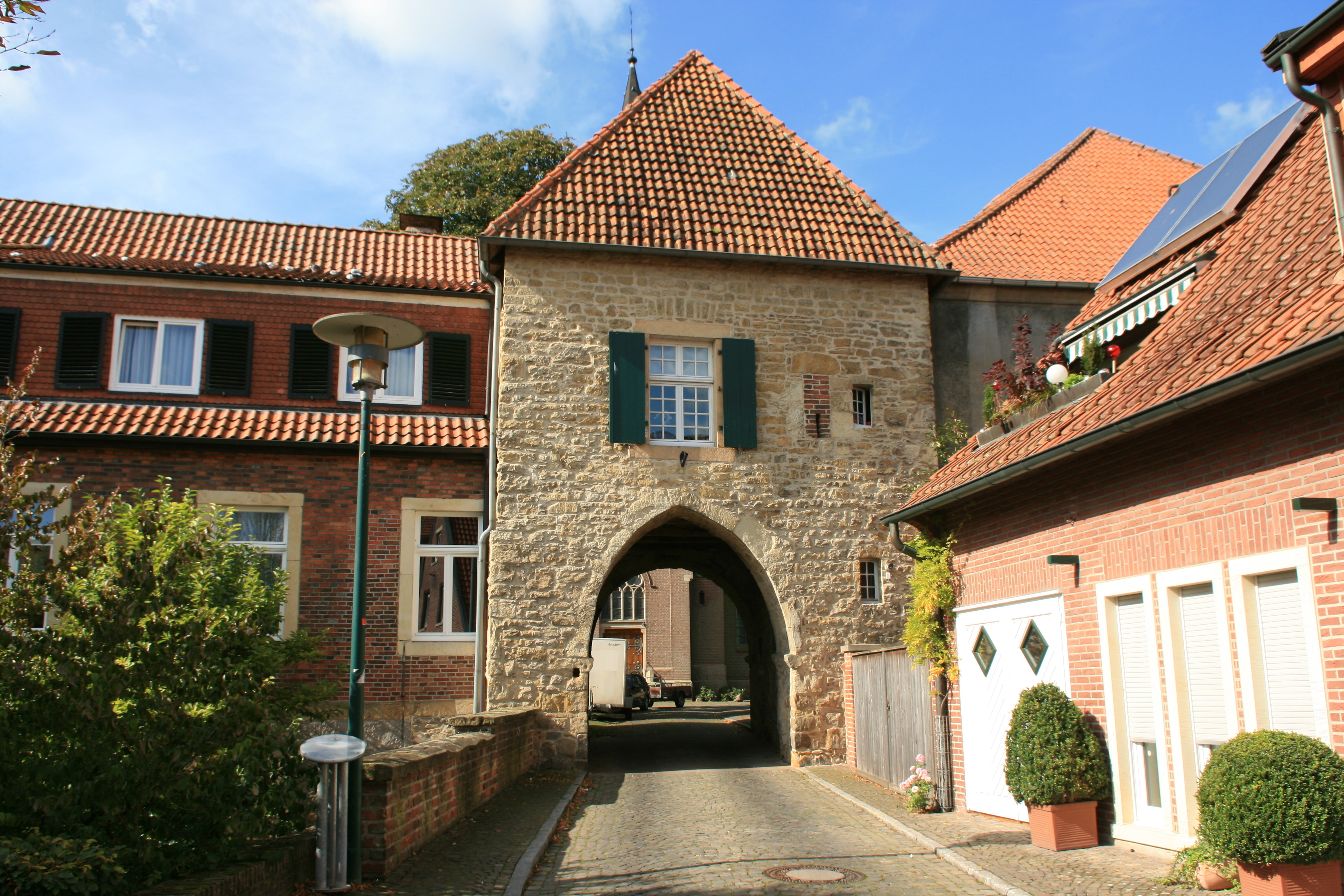
Torhaus

Seit dem 1. Juli 1969 gehört Nienborg zur Gemeinde Heek. Die Gemeinde trug bis dahin den Namen Wigbold Nienborg.
Nienborg ist seit 1989 Sitz der Landesmusikakademie Nordrhein-Westfalen und blickt auf eine langjährige Geschichte als Landesburg zurück. Erhalten sind lediglich einige Burghäuser und das historische Burgtor, das sich auch im Gemeindewappen wiederfindet. 1998 feierte Nienborg sein 800-jähriges Bestehen.

## Sport
Dem größten Verein des Ortes, dem SC Rot Weiß Nienborg 1923 e. V., gehören ca. 1400 Mitglieder (Stand Januar 2007) an. Allein in der Fußballabteilung des SC Rot Weiß Nienborg nehmen drei Senioren- und 16 Jugendmannschaften (Stand September 2015) am Spielbetrieb teil.

## Tourismus
Nienborg bietet seinen Besuchern mit der Wassermühle und dem alten Burggelände historische Bauwerke, die zum Teil einer modernen Nutzung unterlegen sind. Führungen durch den Ort werden durch den Heimatverein Nienborg angeboten.

## Bekannte Söhne und Töchter
- Johannes Kridt (16. Jahrhundert), Weihbischof in Münster
- Nicolaus Schaten (* 6. Mai 1608), Jesuit und Historiker
- Felix Uppenkamp (* 25. April 1881), Propst von St. Lamberti in Münster und Unterstützer von Clemens August Graf von Galen
- Martin Lammers (* 22. Dezember 1939), katholischer Bischof, emeritierter Prälat von Óbidos in Brasilien
- Alois Nacke (* 15. Mai 1960), Jurist und Richter am Bundesfinanzhof

## Mit Nienborg verbundene Persönlichkeiten
- Josef Haring (20. Dezember 1940), katholischer Bischof von Limoeiro do Norte in Brasilien, ist in Nienborg aufgewachsen.

## Sehenswürdigkeiten
Der Wilde Bernd ist eine legendäre Person, ein Denkmal gewidmet ist. 